# Giải vô địch bóng đá nữ U-19 châu Âu 2004
Giải vô địch bóng đá nữ U-19 châu Âu 2004 diễn ra tại Phần Lan từ ngày 28 tháng 7 đến 8 tháng 8 năm 2004.

## Vòng bảng

### Bảng A
| Đội         | Tr | T | H | B | BT | BB | HS  | Đ |
| ----------- | -- | - | - | - | -- | -- | --- | - |
| Đức         | 3  | 3 | 0 | 0 | 15 | 0  | +15 | 9 |
| Tây Ban Nha | 3  | 2 | 0 | 1 | 7  | 8  | −1  | 6 |
| Thụy Sĩ     | 3  | 1 | 0 | 2 | 3  | 8  | −5  | 3 |
| Phần Lan    | 3  | 0 | 0 | 3 | 1  | 10 | −9  | 0 |

| Tây Ban Nha                        | 3 – 1    | Thụy Sĩ            |
| ---------------------------------- | -------- | ------------------ |
| Diéguez 27' · Murua 48' · Jade 89' | Chi tiết | Bergara 57' (l.n.) |

| Phần Lan | 0 – 4    | Đức                                                     |
| -------- | -------- | ------------------------------------------------------- |
|          | Chi tiết | Mittag 36' · Goeßling 50' · Laudehr 64' · Behringer 70' |

| Phần Lan | 0 – 4    | Tây Ban Nha                              |
| -------- | -------- | ---------------------------------------- |
|          | Chi tiết | Iturregui 29' 48' · Jade 43' · Murua 92' |

| Đức                            | 4 – 0    | Thụy Sĩ |
| ------------------------------ | -------- | ------- |
| Krahn 40' · Mittag 63' 79' 86' | Chi tiết |         |

| Thụy Sĩ                    | 2 – 1    | Phần Lan     |
| -------------------------- | -------- | ------------ |
| Dickenmann 22' · Bürki 56' | Chi tiết | Laihanen 61' |

| Đức | 7 – 0    | Tây Ban Nha |
| --- | -------- | ----------- |
| Aguillera Caballero 10' (l.n.) · Laudehr 19' 51' · Mittag 39' · Goeßling 45' · Krahn 50' · Griessemer 90' | Chi tiết |             |

### Bảng B
| Đội   | Tr | T | H | B | BT | BB | HS | Đ |
| ----- | -- | - | - | - | -- | -- | -- | - |
| Ý     | 3  | 1 | 1 | 1 | 7  | 4  | +3 | 4 |
| Nga   | 3  | 1 | 1 | 1 | 5  | 6  | −1 | 4 |
| Pháp  | 3  | 1 | 1 | 1 | 4  | 5  | −1 | 4 |
| Na Uy | 3  | 1 | 1 | 1 | 2  | 3  | −1 | 4 |

| Na Uy                    | 2 – 0    | Pháp |
| ------------------------ | -------- | ---- |
| Giske 21' · Heimlund 79' | Chi tiết |      |

| Ý                                    | 5 – 1    | Nga          |
| ------------------------------------ | -------- | ------------ |
| Coppolino 8' 25' 44' · Ricco 52' 82' | Chi tiết | Danilova 46' |

| Na Uy | 0 – 0    | Ý         |
| ----- | -------- | --------- |
|       | Chi tiết | Ricco 87' |

| Pháp     | 1 – 1    | Nga           |
| -------- | -------- | ------------- |
| Pele 92' | Chi tiết | Terekhova 40' |

| Nga                                                     | 3 – 0    | Na Uy |
| ------------------------------------------------------- | -------- | ----- |
| Terekhova 1' · Holstad Berge 21' (l.n.) · Tsidikova 28' | Chi tiết |       |

| Pháp                               | 3 – 2    | Ý               |
| ---------------------------------- | -------- | --------------- |
| Bussaglia 84' · L'huillier 91' 93' | Chi tiết | Riboldi 35' 70' |

## Bán kết
| Đức | 8 – 0    | Nga            |
| --- | -------- | -------------- |
| Kasperczyk 11' · Krahn 49' · Mittag 65' · Goeßling 82' · Laudehr 85' · Thomas 90' · Griessemer 91' 93' | Chi tiết | Kostyukova 39' |

| Ý | 0 – 1    | Tây Ban Nha |
| - | -------- | ----------- |
|   | Chi tiết | Diéguez 88' |

## Chung kết
| Đức         | 1 – 2    | Tây Ban Nha              |
| ----------- | -------- | ------------------------ |
| Krahn 45+1' | Chi tiết | Jade 29' · Iturregui 53' |

| Vô địch U-19 nữ châu Âu 2004 |
| ---------------------------- |
| · Tây Ban Nha · Lần thứ nhất |